# Viatge al centre de la Terra (pel·lícula de 2008)
Viatge al centre de la Terra (en anglès: Journey to the Center of the Earth) és una pel·lícula en 3D adaptada de la novel·la homònima de Jules Verne. Va ser estrenada l'11 de juliol del 2008. És protagonitzada per Brendan Fraser, Josh Hutcherson, Anita Breim. Aquesta adaptació ha tingut una segona part que s'ha estrenat l'any 2012. Ha estat doblada al català

## Argument
Trevor, Sean i Hannah estan prenent una caminada per les muntanyes, després entren en una profunda fossa i descobreixen el centre de la Terra. Tanmateix, es troben amb els dinosaures i moltes criatures extintes, similar a la pel·lícula original. La temperatura de sobte es torna més i més alta, a causa de l'erupció d'un volcà en massa. Els personatges han d'escapar abans que la calor i altres perills els matin.

## Repartiment
- Brendan Fraser: Trevor
- Josh Hutcherson: Sean
- Anita Briem: Hannah

## Producció

### Rodatge
Aquesta pel·lícula trasllada la novel·la als nostres dies, sent l'aposta més important d'acció en viu. La pel·lícula es projectà mitjançant tecnologia Real D Cinema, aquest format va fer el seu debut amb la pel·lícula Chicken Little.

## Classificació
Als Estats Units fou classificada com a "MPAA PG" per la seva intensitat d'aventures i escenes de por.

## Versió en català
La primera part de la pel·lícula estrenada el 2008 no ha tingut versió catalana al cinema. En DVD sí que hi va haver versió catalana, tant en 2D com en 3D. Aquesta primera part s'ha estrenat a televisió per primer cop a Catalunya, el dia 29 de juny del 2012, en versió catalana a TV3. La segona part, en canvi, sí que s'ha estrenat als cinemes en versió en català i ha tingut també la seva versió en DVD.